# Saline de Châtillon-le-Duc

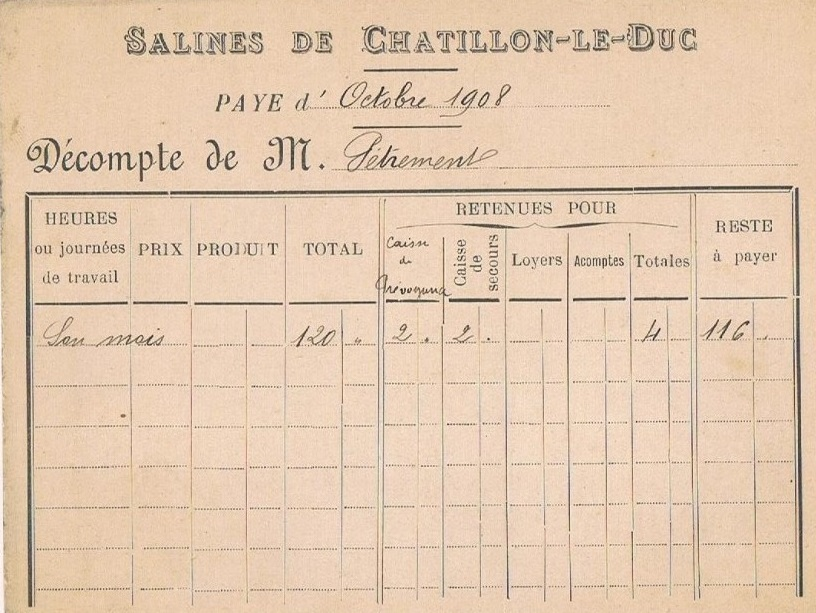
Fiche de paye de la saline de Châtillon-le-Duc (1908).

La saline de Châtillon-le-Duc est exploitée à la fin du XIXe siècle à Châtillon-le-Duc et Geneuille, dans le département du Doubs, en région française de Bourgogne-Franche-Comté. Le sel est découvert par un sondage en 1875 dans la foulée de la découverte du gisement de Miserey.
Le gisement exploité correspond au bassin salifère de Franche-Comté daté du Trias supérieur.

## Découverte du gisement
Le gisement de sel a été découvert par l’architecte et géologue Alphonse Delacroix vers 1826.
En 1866, l'ingénieur des mines Boyer, et son associé Resal, découvrent, sur la commune de Miserey une source entourée de plantes ressemblant à des algues marines, ce qui trahit la présence de sel en sous-sol. Devant les réticences du propriétaire du terrain, Boyer cherche d'autres lieux à proximité. En 1868, il trouve à 250 mètres de la source initiale, un terrain contenant un banc de sel épais de 55 mètres dont le propriétaire est plus coopératif.
Le secteur de Miserey se révèle alors être un gisement exceptionnel, comprenant une vaste nappe de sel donnant naissance à des eaux salines chlorurées sodiques fortes et iodo-bromurées parmi les meilleures d'Europe : elles sont 27 fois plus actives que les eaux de mer et contiennent 291 grammes de chlorure de sodium par litre d'eau ainsi qu'environ 323 grammes d'éléments salés par litre d'eau dont 2,25 grammes de bromure et de potassium, rivalisant ainsi avec les eaux d'Allemagne, d'Autriche ou de Suisse connues pour être les meilleures du vieux continent.

## Histoire
Une concession d'exploitation d'un gisement de sel est accordée, par décret le 24 juillet 1875, à Jules Hunebelle, Camille Suleau et Joseph Musselin. La société anonyme des Mines de sel gemme et Salines de Châtillon-le-Duc est constituée en avril 1877. Les associés font construire un bâtiment en 1877-1878. Implanté sur la commune de Geneuille, en bordure de la voie ferrée à laquelle il est relié par un embranchement particulier, l'établissement comprend, outre les ateliers d'évaporation, une maison pour le concierge, un bâtiment des chaudières, machines et réparations et un château d'eau. Deux cheminées sont érigées : une de 29 mètres (section carrée) et une de 40 mètres (ronde).
Les sites d'extraction de l'eau salée sont situés 500 mètres au sud-est, sur la commune de Châtillon-le-Duc. Cinq sondages successifs sont ouverts entre 1875 et 1891. Les pompes permettant la remontée de la saumure sont actionnées par une machine à vapeur. L'eau salée est envoyée par canalisation à la saline, où elle est soumise à évaporation dans de grandes poêles chauffées à la houille.
Le sondage no 1 percé en 1875 et exploité jusqu'en 1887, est suivi d'un second en 1878, légèrement au nord, puis d'un 3e en 1882, non exploitable. Le 4e sondage, réalisé en 1887, en remplacement du trou de sonde no 1, atteint le banc de sel à 108 mètres de profondeur, mais voit sa salinité fortement baisser, ce qui amène la société à demander en 1890 l'autorisation d'un 5e sondage. La production atteint 6 200 t en 1879, 9 400 t en 1883 et 6 400 t en 1899.
La saline est autorisée, en 1910, à utiliser l'électricité pour actionner les pompes des sondages. La force motrice est fournie par un moteur à gaz, de 25 chevaux de la Société Douge de Besançon, entrainant une dynamo. Plusieurs bâtiments sont construits entre 1925 et 1928 : hangar à fourrages, baraquements de sondage...

Vues de la saline.
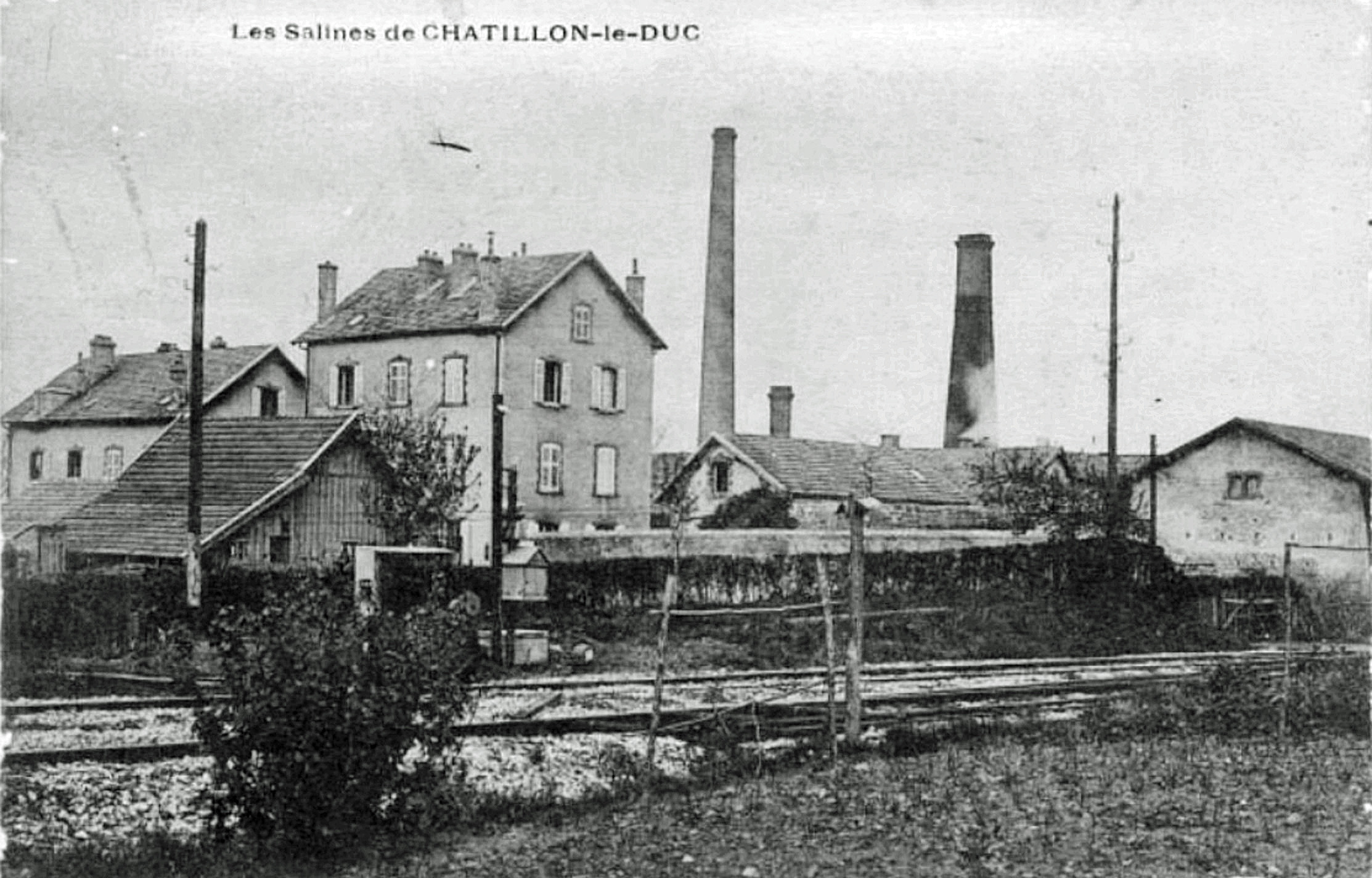
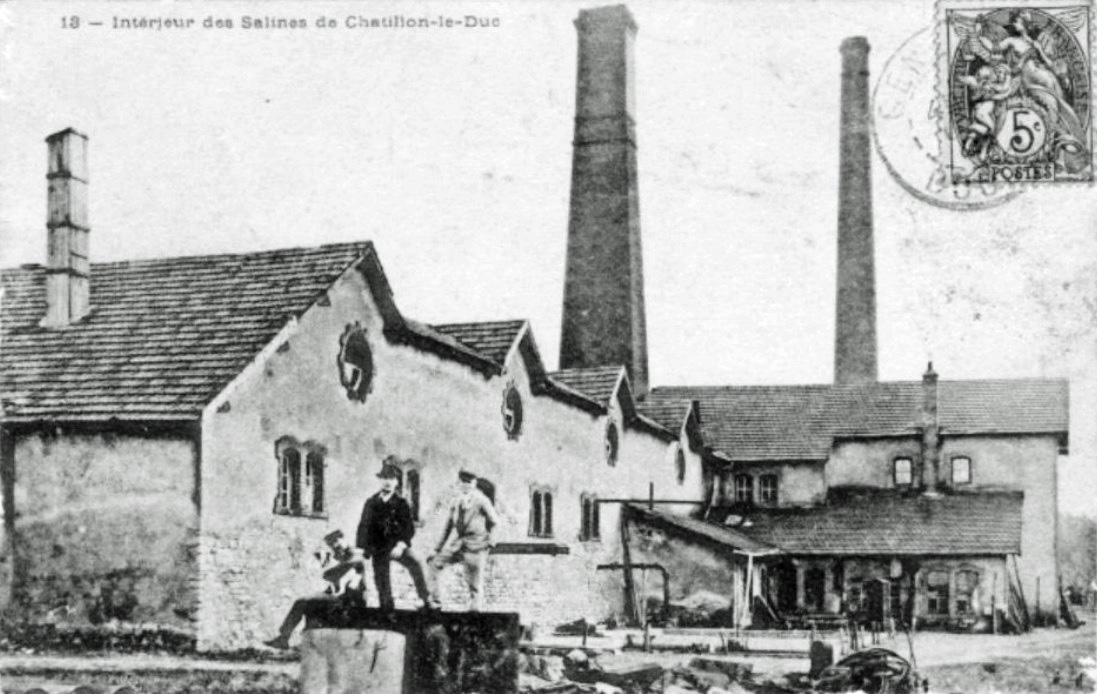

La saline emploie une cinquantaine d'ouvriers en 1930. Quatre logements sont construits, à proximité, en 1938-1939 au lieu-dit le Rompeux. Au milieu du XXe siècle, la saline est rattachée à la Compagnie des Salines de Franche-Comté. Malgré une production de 10 000 t de sel par an en 1960, l'usine ferme ses portes en mars 1968.
Les bâtiments sont alors occupés par une entreprise de transports, puis par une entreprisse de logistique. Les cheminées sont abattues en 1972. Les chevalements des sondages ont été démantelés, le dernier ayant brûlé en 1994.

## Thermalisme à Besançon

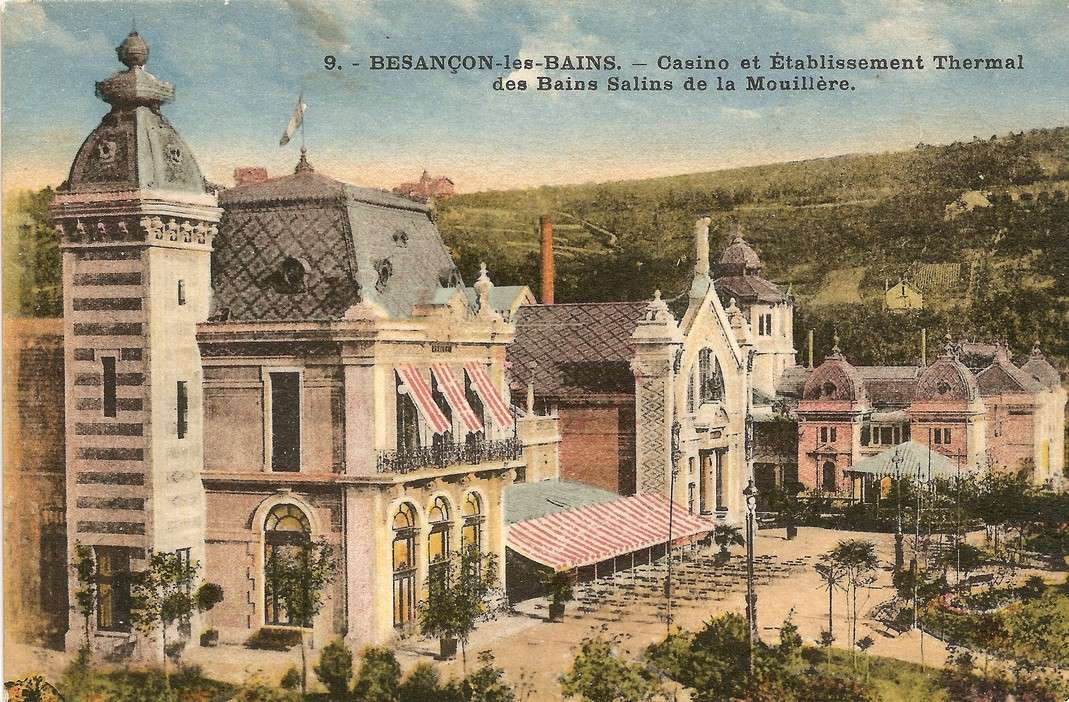
Carte postale de Besançon-les-Bains, non datée.

La ville de Besançon, qui n'est qu'à 6 kilomètres de Miserey. Le lieu et l'époque sont favorables pour doter la capitale comtoise d'une station thermale. Intervient un Parisien, Achille Vialatte, qui déclare avoir été directeur de station thermale et qui entretient de bonnes relations avec la municipalité de Besançon. C'est une occasion pour lui, ainsi que pour Boyer et Résal, de s'entendre sur la réalisation d'une compagnie de cure thermale à Besançon.
L'hôtel des Bains est inauguré, fin 1893, l'eau salée étant amenée de Miserey par un saumoduc d'environ 10 km,. L'activité thermale s'arrête après la Première Guerre mondiale.
Depuis 1971, l’exploitation de deux sondages (S3 et S5) a été reprise par la ville de Besançon afin d’alimenter un établissement de kinésithérapie. Cette exploitation est encadrée par une convention passée entre CSME et la ville de Besançon, entre 1971 et 2002. La convention n’a pas été renouvelée. La ville a  depuis acquis les terrains sur lesquels sont situés les sondages et a rénové complètement la conduite de transport de saumure. Le centre hydrominéral fonctionne depuis 1976 ; il a été modernisé en 1995, puis en 1998 et la municipalité en a confié la gestion à un groupe de kinésithérapeutes.